# Margarita Azurdia
Margarita Azurdia (sinh ngày 17 tháng 4 năm 1931 tại Antigua, Guatemala, mất ngày 1 tháng 7 năm 1998 tại thành phố Guatemala, Guatemala), người cũng từng làm việc dưới bút danh Margot Fanjul, Margarita Rita Rica Dinamita và Anastasia Margarita, là một nhà điêu khắc nữ người Guatemala, họa sĩ, nhà thơ và nghệ sĩ biểu diễn..

## Tiểu sử
Margarita Azurdia học tại Escuela Nacional de Artes Plásticas, và McGill University of Liberal Arts-College Margarita Burgeois, của San Francisco, California.
Tác phẩm của Azurdia phản ánh quan điểm về nữ quyền và chống thành lập của bà. Trong thập niên 1960, Azurdia công khai phản đối neofigurativism (neofigurativismo), một phong trào nghệ thuật được phát triển bởi một nhóm nghệ sĩ nam được gọi là Grupo Vertebra, và chịu trách nhiệm bắt đầu một phong trào nghệ thuật mới được gọi là trừu tượng khái niệm mới (nuevo abstraccionismo conceptual)
Năm 1962, Azurdia trưng bày bức tranh đầu tiên của mình, một bức chân dung tự họa. iữa năm 1971 và 1974, Azurdia đã tạo ra một loạt năm mươi tác phẩm điêu khắc tượng trưng bằng gỗ, có tựa đề "Tribute to Guatemala" (Homenaje a Guatemala), kết hợp bí tích với những người tục tĩu.  Các tác phẩm điêu khắc được chạm khắc bởi các nghệ nhân địa phương với thông số kỹ thuật của bà, và kết hợp các nhân vật trang trí - hộp sọ thạch cao, mặt nạ, lông vũ, bàn bệ - Azurdia thu thập từ các quầy hàng của nghệ nhân địa phương. Các tác phẩm điêu khắc mô tả phụ nữ mang súng cầm tay, trẻ sơ sinh cưỡi trên cá sấu, và hổ di chuyển chuối, hình ảnh gợi nhớ đến chủ nghĩa hiện thực kỳ diệu từ văn học Mỹ Latinh
Sau tám năm ở Paris, nơi bà tập trung vào thơ và tranh, Azurdia trở về Guatemala năm 1982, nơi bà bảo vệ quyền lợi động vật, tổ chức các buổi hội thảo về nguồn gốc của múa thiêng liêng và tiếp tục viết thơ. Năm 1982, bà là người sáng lập nhóm Laboratory of Creativity (Laboratorio de Creatividad) đã thử nghiệm nghệ thuật biểu diễn ở các không gian công cộng, quán cà phê sân khấu, phòng trưng bày nghệ thuật và bảo tàng. Thông qua nhóm này, Azurdia đã khám phá các khái niệm về nghi thức trong cuộc sống hàng ngày, không gian và thời gian thông qua phương tiện khiêu vũ..
Bà cũng trình bày tác phẩm của mình trong các chương trình tập thể và cá nhân ở Mexico, Hoa Kỳ, Pháp và Trung Mỹ. Một số tác phẩm của bà có trong bộ sưu tập thường trực của Bảo tàng Nghệ thuật Hiện đại Quốc gia, Guatemala. Azurdia cũng tham gia vào hai năm một lần của São Paulo và Medellin. Lưu trữ ngày 2 tháng 11 năm 2016 tại Wayback Machine
Sau cái chết của bà vào năm 1998, ngôi nhà của bà ở thành phố Guatemala (tọa lạc tại 16-39 5th Avenue, khu 10) đã trở thành một bảo tàng, Museo Margarita Azurdia, nơi nhiều bức tranh, tác phẩm điêu khắc và ảnh của cô được trưng bày.